# Rijkswegenplan

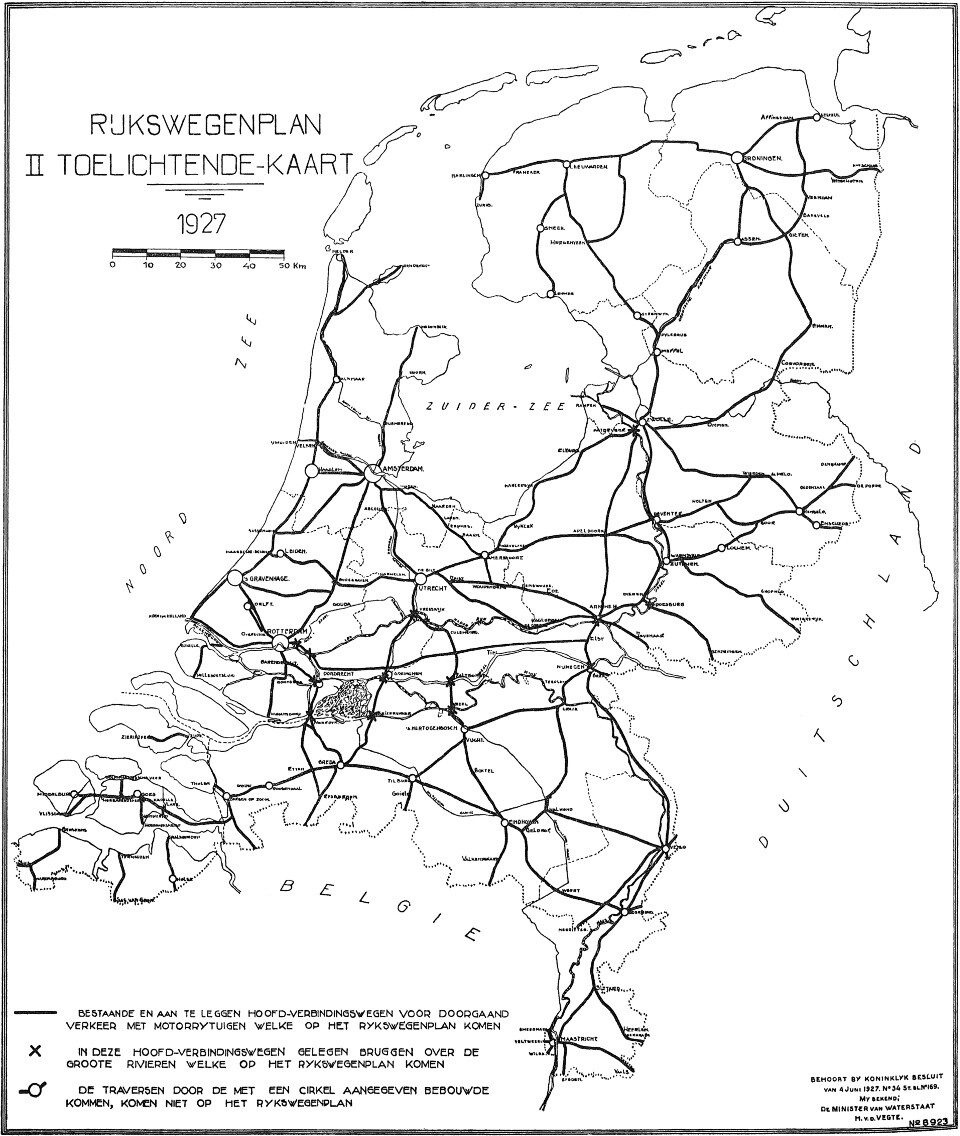
Rijkswegenplan 1927

Een rijkswegenplan was in Nederland een structuurplan op rijksniveau om bestaande rijkswegen te verbeteren en nieuwe verbindingen aan te leggen. Het eerste van deze plannen werd in 1927 gemaakt; dit was het eerste plan sinds Napoleon (begin 19e eeuw) om de bestaande verbindingen in kaart te brengen en zo nodig nieuwe rijkswegen aan te leggen. De kosten van het eerste project werden geraamd op 300 miljoen gulden en de uitvoering zou binnen 30 jaar gerealiseerd kunnen worden.
Het plan is vooral bekend door de toelichtende kaart. Op deze kaart was een hoofdwegenstelsel voor doorgaand, gemotoriseerd verkeer weergegeven. Het bestond uit verbindingen tussen de steden, maar niet langs die steden. Daarnaast was een aantal volledig nieuwe tracés voorzien, zoals:
- Den Haag – Gouda – Utrecht (A12)
- Rotterdam – Gouda – Amsterdam (A3, niet uitgevoerd)
- Den Haag – Rotterdam (A13)
- Amsterdam – Utrecht (A2)
- Amsterdam – Leiden (A4)

## Bijstelling 1932
Al na vijf jaar was een bijstelling van het Rijkswegenplan noodzakelijk geworden. Er kwam nog eens 500 km aan rijksweg bij, en naar Italiaans voorbeeld (autostrada) werd de autoweg geïntroduceerd. Verder werden de geplande stedelijke knooppunten Utrecht en Amersfoort vervangen door resp. Oudenrijn en Hoevelaken.

## Latere Rijkswegenplannen
Na 1927 zijn er elke tien jaar rijkswegenplannen vastgesteld (in 1938, 1948, 1958, 1968 en voor het laatst in 1984).

## Bruggen
In het kader van het Rijkswegenplan 1927 zijn twaalf bruggen over de grote rivieren van Nederland gebouwd.
Deze zijn:
| plaats              | rivier        | (bij)naam brug              | jaar oplevering | huidige status |
| ------------------- | ------------- | --------------------------- | --------------- | --- |
| Nijmegen            | Waal          | Waalbrug                    | 1936            | In gebruik. |
| Moerdijk            | Hollands Diep | Moerdijkbrug                | 1936            | In 1978 zijn nieuwe brugdelen geplaatst op de oude pijlers; oude brugdelen zijn gebruikt voor de vervanging van de Brug bij Keizersveer en de Spijkenisserbrug. |
| Hedel               | Maas          | Hedelse brug                | 1937            | In gebruik voor regionaal verkeer. |
| Dordrecht           | Oude Maas     | Stadsbrug Zwijndrecht       | 1939            | In 1977 functie overgenomen door de Drechttunnel; brug nog in gebruik voor lokaal verkeer.                                                                      |
| Hendrik-Ido-Ambacht | Noord         | Brug over de Noord          | 1939            | In 1992 functie overgenomen door de Noordtunnel; brug nog in gebruik voor lokaal verkeer (N915).                                                                |
| Deventer            | IJssel        | Wilhelminabrug              | 1943            | In 1972 functie overgenomen door de A1; brug nog in gebruik voor lokaal verkeer.                                                                                |
| Zwolle              | IJssel        | IJsselbrug                  | 1930            | In 1970 functie overgenomen door de A28; brug nog in gebruik voor lokaal verkeer.                                                                               |
| Keizersveer         | Bergsche Maas | Brug bij Keizersveer        | 1931            | Gesloopt in 1978; vervangen door zes van de tien brugdelen van de oude Moerdijkbrug.                                                                            |
| Maastricht          | Maas          | Wilhelminabrug              | 1932            | In 1960 nieuwbouw op oude pijlers; anno 2005 is de brug over het kanaalgedeelte origineel.                                                                      |
| Zaltbommel          | Waal          | "Bommelse Brug"             | 1933            | Gesloten in 1996 na ingebruikname van naastliggende Martinus Nijhoffbrug; gesloopt in 2007, rivierpijler in de Waal nog aanwezig.                               |
| Arnhem              | Nederrijn     | John Frostbrug (sinds 1978) | 1935            | In gebruik. |
| Vianen              | Lek           | Lekbrug                     | 1936            | Gesloten in 2003 na ingebruikname van naastliggende Jan Blankenbrug; gesloopt in 2021.                                                                          |

Van deze twaalf bruggen zijn er vier wettelijk beschermd als Rijksmonument, namelijk de bruggen in Arnhem, Nijmegen, Hendrik-Ido-Ambacht en Zwolle.